# Върховен съд на Източна Румелия
Вижте пояснителната страница за други значения на Върховен съд.
Върховният съд е най-висшата съдебна инстанция в Източна Румелия.
Той е създаден с Органическия устав на областта през 1879 година и съществува до Съединението през 1885 година, когато функциите му са поети от Върховния касационен съд на България.
Съдът включва Гражданско и Углавно отделение. В администрацията му е и главният прокурор на Източна Румелия